# Марсиански хроники
Марсиански хроники (на английски: The martian chronicles) е сборник с научнофантастични разкази от Рей Бредбъри, издаден през 1950 г. В него се проследява колонизацията на Марс от хората, бягащи от проблемната и в крайна сметка, унищожена от атомна сила Земя, и конфликта между местните марсианци и новите колонизатори. Жанрът на книгата е някъде между колекция на кратки разкази и епизодичен роман, съдържайки истории, които Бредбъри първоначално е публикувал през втората половина на 40-те години в научнофантастични списания. Разказите са небрежно вплетени заедно с поредица от кратки преходи.

## Структура
Бредбъри посочва, че е повлиян от Уайнсбърг, Охайо на Шеруд Андерсън и Гроздовете на гнева на Джон Стайнбек  за структурата на книгата. Нарича я „полубратовчед на романа“ и „книга с истории, претендираща да бъде роман“. Като такава, тя е подобна по структура на сборника с къси истории на Бредбъри, Илюстрования човек, който също използва тънка нишка да свърже в едно няколко несвързани кратки истории.
Също като Трилогия на фондацията на Айзък Азимов, Марсиански хроники следва структурата на „бъдещата история“. Историите, завършени сами по себе си, се свързват заедно като епизоди в една по-голяма повествователна рамка. Цялата структура е в три части, прекъсната от две катастрофи: скорошното изчезване на марсианците и паралелното скорошно изчезване на човешкия вид.
Първата третина (развиваща се в периода от януари 1999 до април 2000) обрисува опитите на земляните да достигнат Марс и различните начини, с които марсианците ги възпрепятстват да се завърнат details. В ключовата история, „Макар че светла е луната ...“, четвъртата изследователска експедиция установява, че всички марсианци, с малки изключения, са загинали от микроби, донесени с някоя от предходните експедиции. Това неочаквано развитие поставя основата на второто действие (декември 2001—ноември 2005), в което земляните колонизират обезлюдената планета, като от време на време имат контакт с малцината оцелели марсианци, но през по-голямата част от времето заети с превръщането на Марс във втора Земя. Въпреки това, след като заплахата за война на Земята нараства, голяма част от заселниците стягат багажа си и се завръщат вкъщи. Разразява се глобална ядрена война, която отрязва контактите между Марс и Земята. Третото действие (декември 2005—октомври 2026) се занимава с последиците от войната и завършва с перспективата на малкото оцелели земляни, които стават новите марсианци, перспектива, която е вече предвещана в „Макар че светла е луната ...“ и която позволява на книгата да се върне в нейното начало.

## Възприемане
Антъни Бучър и Джеси Франсис Маккомас оценяват високо Хрониките като „поетическа интерпретация на бъдещата история отвъд границите на която и да е измислена форма“. В своята колонка „Книги“ за F&SF, Деймън Найт посочва Марсиански хроники в своя топ 10 на научнофантастични книги на 50-те. Според Лион Спраг де Камп обаче, Бредбъри би подобрил своя стил, „когато избяга от влиянието на Хемингуей и Сароян“, поставяйки го при „традиционалистите антинаучнофантастични писатели, които не схващат добре в ерата на машините“. И все пак, де Камп признава, че „историите на [Бредбъри] имат значително емоционално въздействие и много хора биха ги харесали“.
Робърт Кросли (Университет на Масачузетс, Бостън) предполага, че разказът „Високо в небесата“ може да бъде разглеждан като „най-аналитичния епизод на отношенията между черни и бели в научната фантастика от бял автор.“